# Stefano Ricci (scultore)

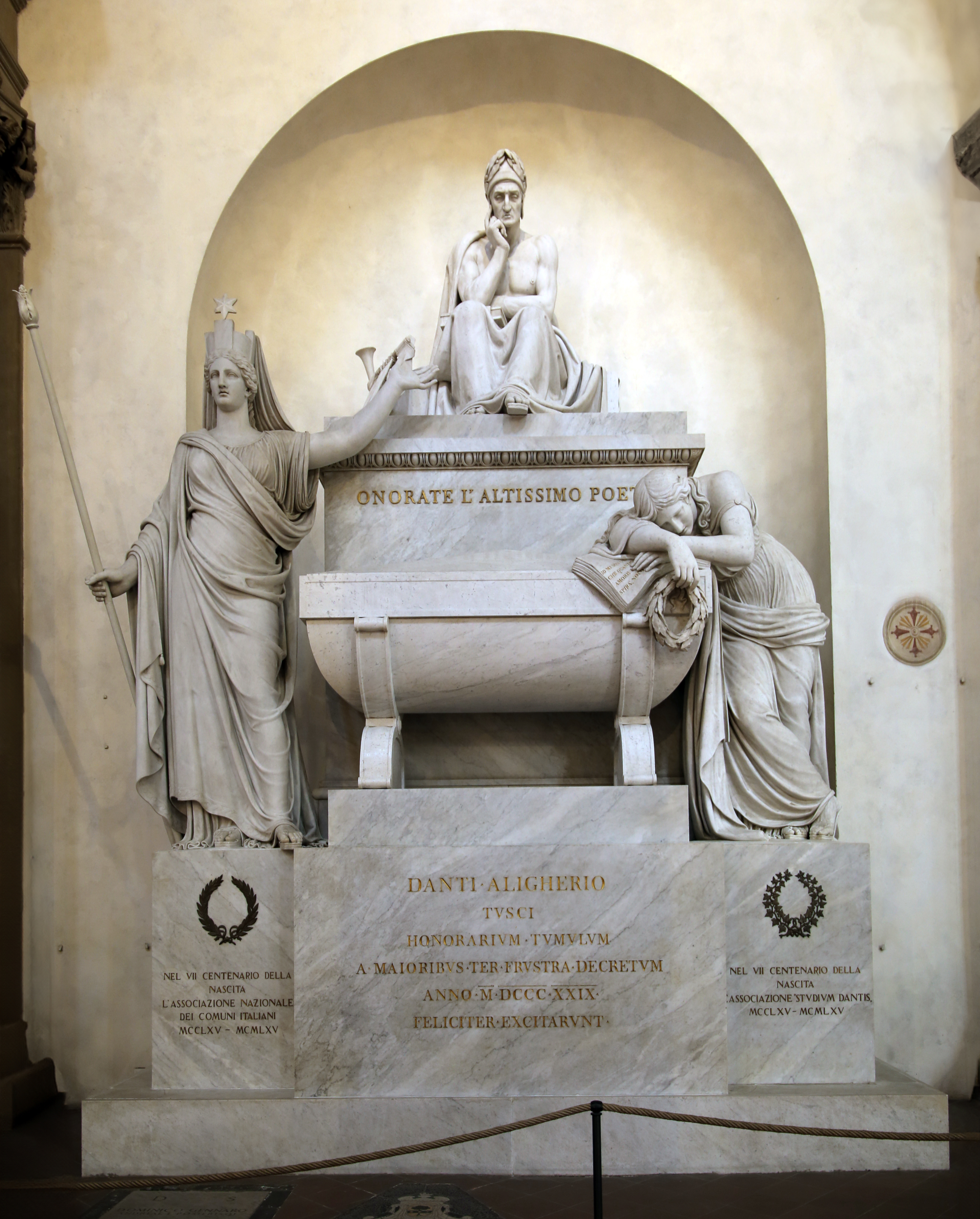
Cenotafio di Dante Alighieri nella Basilica di Santa Croce a Firenze (Stefano Ricci).

Stefano Ricci (Firenze, 1765 – Firenze, 1837) è stato uno scultore italiano.

## Biografia
Esponente del Neoclassicismo, Ricci si formò sotto Francesco Carradori (1747-1824) presso l'Accademia di Belle Arti, ove nel 1802 ottenne un incarico di insegnante. Tra le sue opere vi sono il cenotafio di Dante nella basilica di Santa Croce, La purità nella cappella di Poggio Imperiale, la statua del Granduca Ferdinando III di Toscana ad Arezzo. Tra i suoi allievi ci fu Lorenzo Nencini.